# Eugenio Galvalisi
Eugenio Galvalisi (Salto, Uruguay, 15 de noviembre de 1915 — 9 de diciembre de 2000) fue un futbolista uruguayo que jugaba en la posición de centrocampista defensivo. Histórico futbolista del Club Nacional de Football, donde logró siete campeonatos nacionales, siendo partícipe del Quinquenio de Oro obtenido por Nacional en los años 40.
Defendió la camiseta de Nacional en 265 partidos marcando un total de 7 goles. Luego de su retiro de la actividad profesional como futbolista, fue varios años entrenador de las divisiones juveniles de Nacional.

## Selección nacional
Defendió a la Selección de fútbol de Uruguay en 11 ocasiones.

### Participaciones en Copa América
| Copa              | Sede      | Resultado  | PJ | Goles |
| ----------------- | --------- | ---------- | -- | ----- |
| Copa América 1937 | Argentina | 3° puesto  | 3  | 0     |
| Copa América 1939 | Perú      | Subcampeón | 4  | 0     |
| Copa América 1942 | Uruguay   | Campeón    | 1  | 0     |
| Total             | Total     | Total      | 8  | 0     |

## Clubes
| Equipo         | País    | Periodo   |
| -------------- | ------- | --------- |
| Rampla Juniors | Uruguay | 1934—1938 |
| Nacional       | Uruguay | 1938—1949 |
| Defensor       | Uruguay | 1950      |

## Palmarés

### Campeonatos nacionales
| Título                  | Club     | País    | Año  |
| ----------------------- | -------- | ------- | ---- |
| Torneo de Honor (1)     | Nacional | Uruguay | 1938 |
| Campeonato Uruguayo (1) | Nacional | Uruguay | 1939 |
| Torneo de Honor (2)     | Nacional | Uruguay | 1939 |
| Campeonato Uruguayo (2) | Nacional | Uruguay | 1940 |
| Torneo de Honor (3)     | Nacional | Uruguay | 1940 |
| Campeonato Uruguayo (3) | Nacional | Uruguay | 1941 |
| Torneo de Honor (4)     | Nacional | Uruguay | 1941 |
| Campeonato Uruguayo (4) | Nacional | Uruguay | 1942 |
| Torneo de Honor (5)     | Nacional | Uruguay | 1942 |
| Campeonato Uruguayo (5) | Nacional | Uruguay | 1943 |
| Torneo de Honor (6)     | Nacional | Uruguay | 1943 |
| Torneo Competencia (1)  | Nacional | Uruguay | 1945 |
| Campeonato Uruguayo (6) | Nacional | Uruguay | 1946 |
| Campeonato Uruguayo (7) | Nacional | Uruguay | 1947 |
| Torneo de Honor (7)     | Nacional | Uruguay | 1948 |
| Torneo Competencia (2)  | Nacional | Uruguay | 1948 |

### Torneos internacionales
| Título                                | Club (*)             | País    | Año  |
| ------------------------------------- | -------------------- | ------- | ---- |
| Copa América                          | Selección de Uruguay | Uruguay | 1942 |
| Copa de Confraternidad Escobar-Gerona | Nacional             | Uruguay | 1945 |
| Copa Aldao                            | Nacional             | Uruguay | 1946 |